# أميلي من ليوتشتنبورغ
أميلي من ليوتشتنبورغ (بالفرنسية: Amélie de Leuchtenberg) (31 يوليو 1812 - 26 يناير 1876) كانت إمبراطورة البرازيل من خلال زواجها من بيدرو الأول.
كانت حفيدة إمبراطورة جوزفين زوجة الأولى لـ نابليون بونابارت، ووالداها هما يوجين دو بوارنيه وأوغستا من بافاريا أبنة ماكسيمليان الأول يوزف ملك بافاريا، وأيضا هي والدة ماريا أيمليا من البرازيل.